# Гострогубці

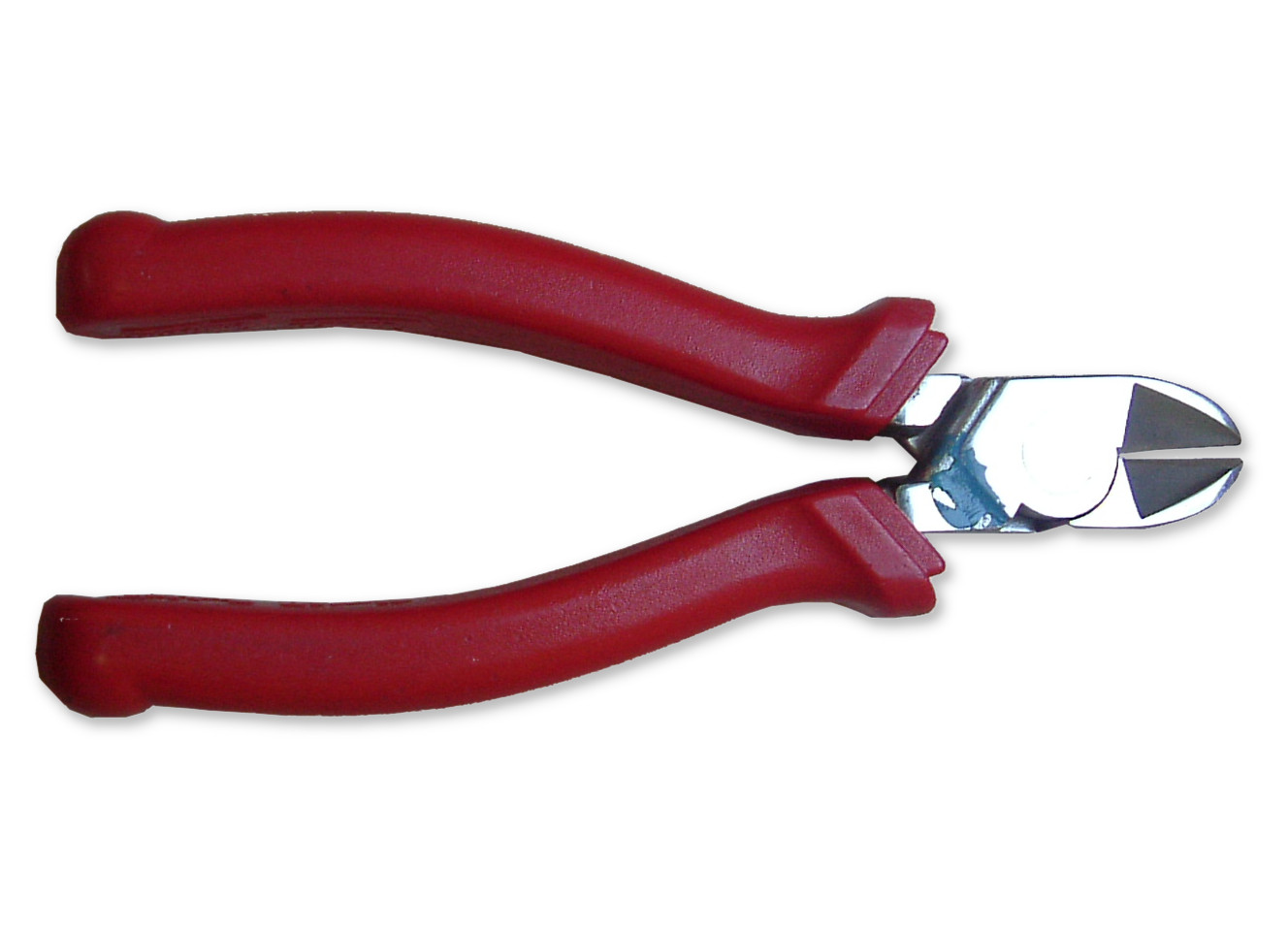
Гострогубці-бокорізи

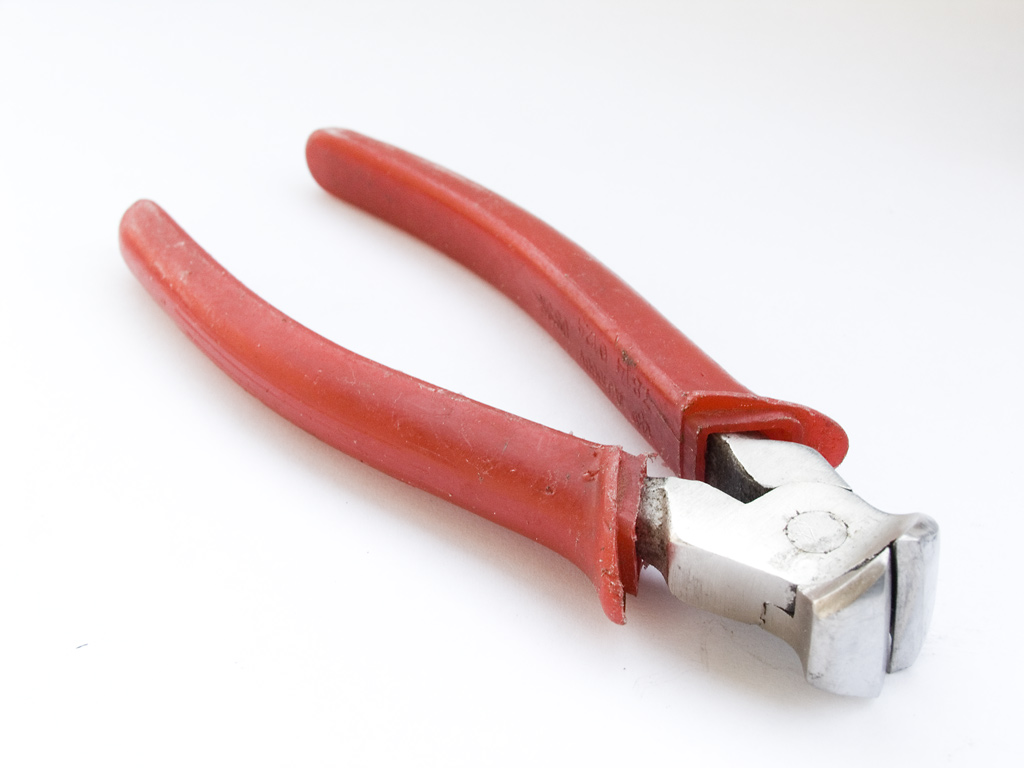
Торцеві гострогубці

Гострогубці, гострозубці або кусачки — різальний інструмент, що використовує принцип важеля для збільшення зусилля в перерізанні матеріалу. Гострогубці здатні різати дріт, електричний провід, силовий кабель товщиною до 5-7 мм. Для безпеки під час електромонтажних робіт ручки гострогубців покривають діелектричним матеріалом.
Розрізняють гострогубці-бокорізи, у яких різальні крайки розташовані в одній площині з ручками (або під невеликим кутом) і торцеві гострогубці, де різальні крайки перпендикулярні ручкам. Окрім того, існують кінцеві гострогубці, робоча частина яких схожа на мініатюрні обценьки або пінцет із загостреними крайками: їх використовують при точних електромонтажних роботах, у мікроелектроніці.
Різновидом гострогубців є болторізи, призначені для перекушування товстих прутків.